# کلیرانس

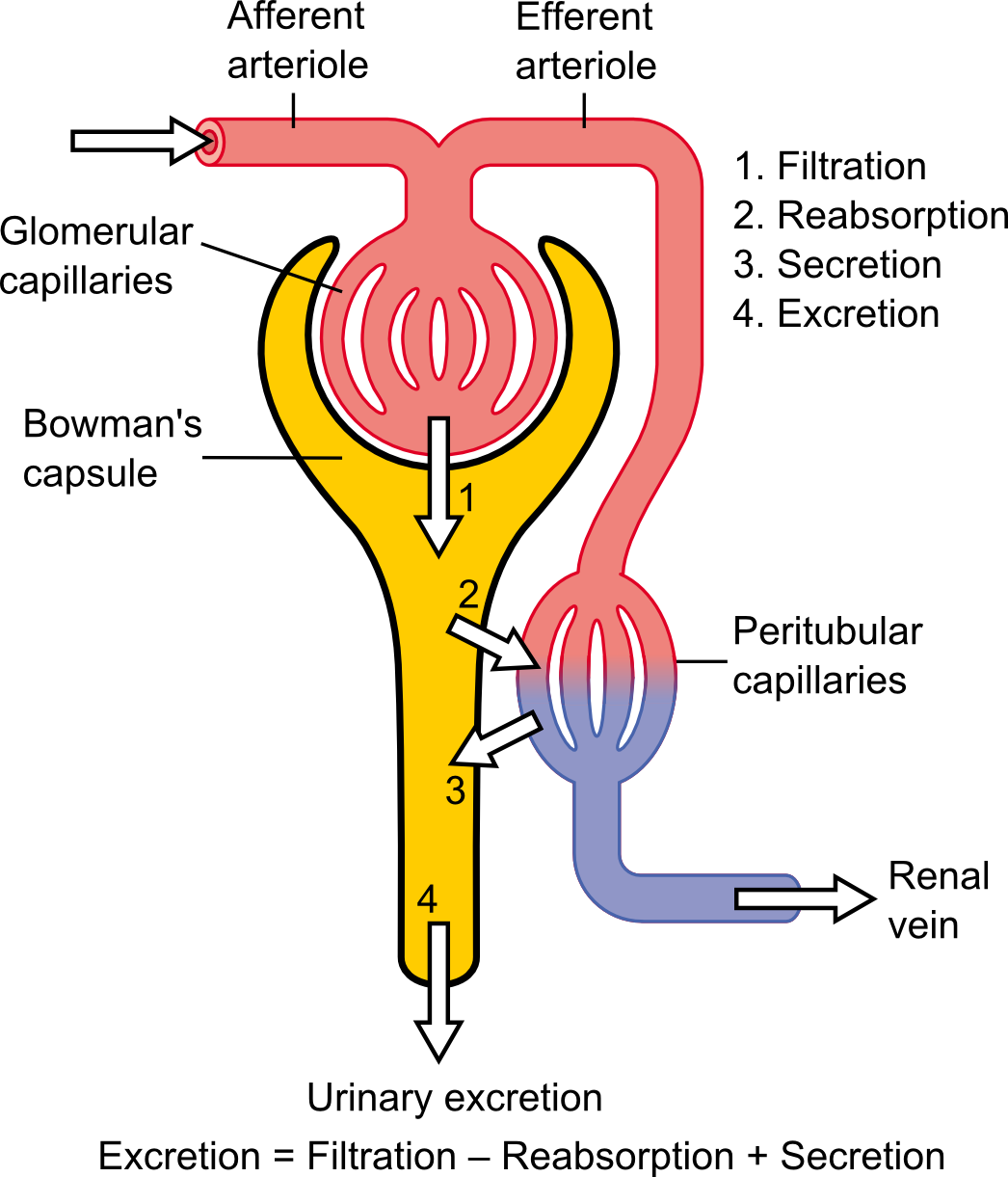
دیاگرام مکانیزم پایه در فیزیولوژی کلیه

کلیرانس یا پاک‌سازی در پزشکی میزان قابلیت دفع کلیه است یا به بیان دیگر واژه‌ای است که چگونگی حذف ماده حل شده از بدن توسط کلیه‌ها را توضیح می‌دهد. در واقع کلیرانس مفهومی است برای بیان قدرت کلیه‌ها در پاک‌نمودن پلاسما از یک ماده خاص.
کلیرانس از تقسیم (غلظت ماده در ادرار * حجم ادرار در دقیقه) بر غلظت ماده در پلاسمای خون به دست می‌آید و فرمول آن به صورت زیر بیان میشود: 
Ux*V)÷Px)
که در آن Ux= غلظت ماده x در ادرار، V=حجم ادرار در واحد زمان، Px= حجم ماده x در پلاسمای خون می‌باشند. 
کلیرانس پارامتر کلیدی در فارماکوکینتیک است که هنگام تعیین دوز نگه‌دارنده دارو در نظر گرفته می‌شود. در داروشناسی برای بیشتر داروها دو مسیر اصلی کلیرانس کلیوی یا حذف کبدی یا ترکیبی از این دو برای تعیین شرایط مصرف در نظر گرفته می‌شود.